# پپه بالاگیر
پپه بالاگیر (انگلیسی: Pepe Balaguer؛ زادهٔ ۱ دسامبر ۱۹۵۰) بازیکن فوتبال اهل اسپانیا است.
از باشگاه‌هایی که در آن بازی کرده‌است می‌توان به باشگاه فوتبال والنسیا اشاره کرد.